# 五子祠
五子祠，原为开化府文庙，位于云南省文山州文山市开化街道学海巷18号州文化馆内，始建于明万历十四年（1586年），称先师庙；清康熙六年（1667年）改土归流后始设学，称文庙；光绪十六年（1890年）改为五子祠。现存大殿、两厢、过厅等。2003年12月18日公布为第六批云南省文物保护单位。